# Омагьосана
Омагьосана (на английски: Enchanted) е американски филм от 2007 година.

## Актьорски състав
| Актьор         | Роля             |
| -------------- | ---------------- |
| Ейми Адамс     | Жизел            |
| Патрик Демпси  | Робърт           |
| Джеймс Марсдън | принц Едуард     |
| Тимъти Спол    | Натаниел         |
| Идина Мензел   | Нанси            |
| Рейчъл Кови    | Морган           |
| Сюзън Сарандън | кралица Нариса   |
| Джули Андрюс   | разказвач (глас) |

## Награди и номинации
| Награда                              | Категория                               | Номиниран(и)              | Резултат  |
| ------------------------------------ | --------------------------------------- | ------------------------- | --------- |
| Награди на филмовата академия на САЩ | Най-добра оригинална песен              | „Happy Working Song“      | номинация |
| Награди на филмовата академия на САЩ | Най-добра оригинална песен              | „So Close“                | номинация |
| Награди на филмовата академия на САЩ | Най-добра оригинална песен              | „That's How You Know“     | номинация |
| Златен глобус                        | Най-добра актриса в мюзикъл или комедия | Ейми Адамс                | номинация |
| Златен глобус                        | Най-добра оригинална песен              | „That's How You Know“     | номинация |
| Сателит                              | Най-добра актриса в мюзикъл или комедия | Ейми Адамс                | номинация |
| Сателит                              | Най-добри визуални ефекти               | Най-добри визуални ефекти | номинация |
| Сатурн                               | Най-добър фентъзи филм                  | Най-добър фентъзи филм    | награда   |
| Сатурн                               | Най-добра актриса                       | Ейми Адамс                | награда   |
| Сатурн                               | Най-добра музика                        | Алан Менкен               | награда   |